# Max Biaggi
Massimiliano Biaggi (Roma, 26 de junio de 1971), más conocido como Max Biaggi, es un piloto de motociclismo italiano, famoso por su talento y por sus difíciles relaciones con la prensa, corredores, e integrantes de su propio equipo técnico. Fue campeón de Italia de 125cc (1990) y de Europa de 250cc (1991). Debutó en el Campeonato del Mundo en 1992 y compitió en él hasta 2005. Participó en las categorías de 250cc (1992-1997), 500cc (1998-2001) y MotoGP (2002-2005). Pilotó motos Aprilia (1992; 1994-1996), Honda (1993; 1997-1998; 2003-2005) y Yamaha (1999-2002). Logró cuatro títulos consecutivos en la cilindrada del cuarto de litro (1994-1997) y ganó 42 grandes premios (29 en 250cc y 13 en la categoría reina). Se retira el 7 de noviembre de 2012 tras su último título.
Biaggi ha sido campeón de 250cc en cuatro ocasiones (1994, 1995, 1996 y 1997) y 2 en Superbikes (2010 y 2012).

## Carrera deportiva

### Inicios
Cuando cumplió 17 años recibió como regalo una Aprilia RS125 y empezó a competir con 18 años. En 1990 ganó el campeonato italiano de producción sport. Gracias a esto dio el salto a la categoría de 250 cc.

### 250cc
En 1991, Biaggi compitió en el campeonato europeo de 250cc con una Aprilia RS250, campeonato que compaginó con cuatro carreras en el mundial de 250cc, debutando en el Gran Premio de Europa.
Biaggi completó su primera temporada completa en el mundial de 250cc en 1992 terminando quinto a final de temporada, consiguiendo su primera victoria en el Gran Premio de Sudáfrica.

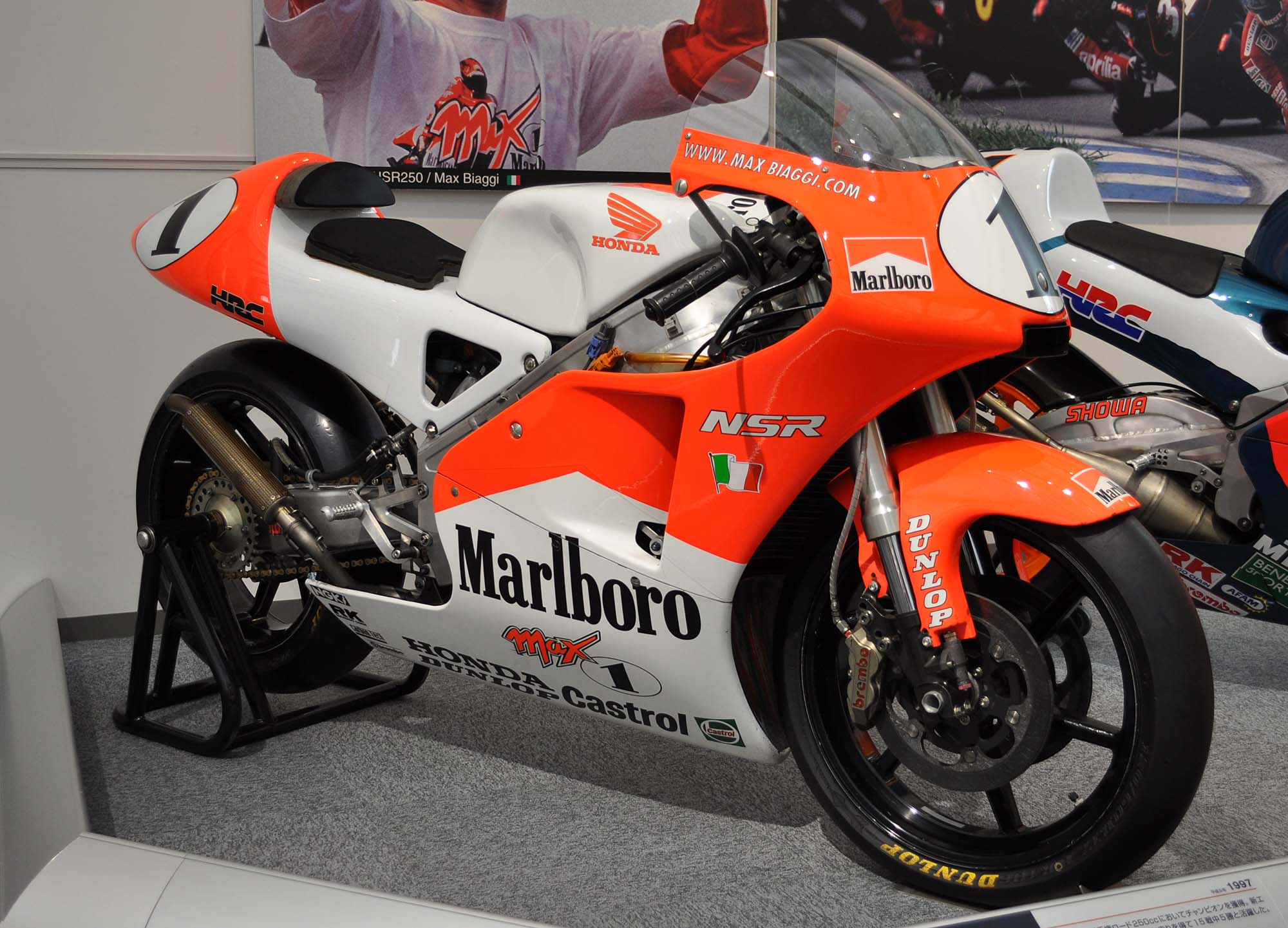
Honda NSR250 de Max Biaggi en 1997

Para 1993 pasó a competir con Honda consiguiendo una victoria y finalizando en 4.ª posición el campeonato.
Regresó a Aprilia en 1994 y dominó la categoría durante tres temporadas al conseguir el título mundial de 250cc en 1994, 1995 y 1996.
En 1997 regresó a Honda en el equipo de Erv Kanemoto y consiguió su cuarto título consecutivo, por lo que para la siguiente temporada dio el salto a 500cc.

### 500cc
Debutó en 1998 con Honda en la categoría de 500cc impresionando a todos consiguiendo la pole , vuelta rápida y la victoria en su primera carrera en la categoría en el circuito de Suzuka, esa temporada también consiguió otra victoria en el gran premio de la República Checa con lo que logró el subcampeonato en su temporada de debut por detrás de Michael Doohan.
Decidió cambiar de marca y aceptar la oferta de Yamaha para competir en 1999. En 1999 acabó cuarto , en 2000 tercero y en 2001 fue subcampeón.

### MotoGP

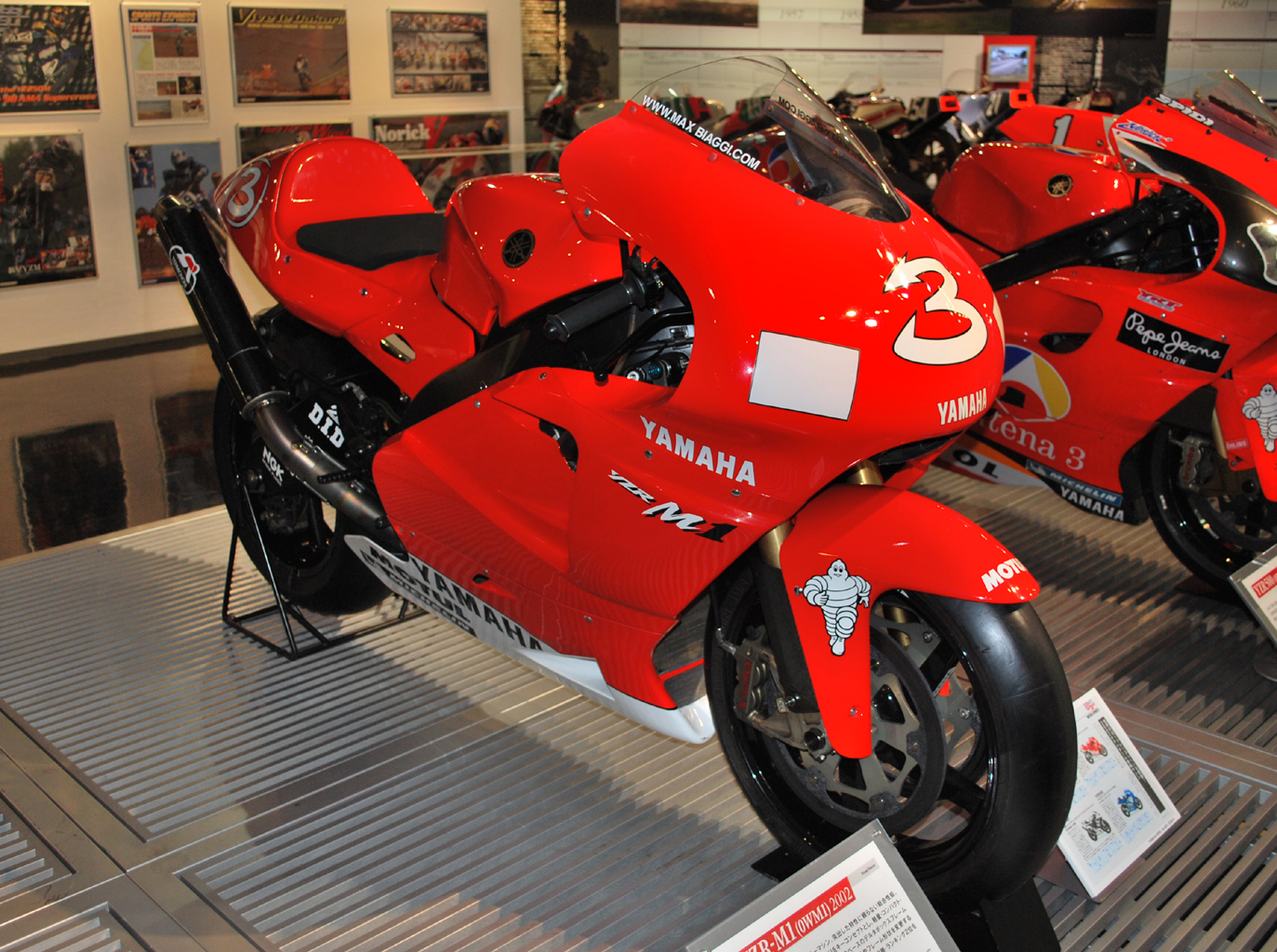
Yamaha YZR-M1 de Biaggi de 2002

Con la transición hacia las motos de 4 tiempos en el mundial de motociclismo se dio paso a las MotoGP de 990cc. Biaggi coninuó en Yamaha y en 2002 consiguió dos victorias y terminó subcampeón por detrás de Valentino Rossi.

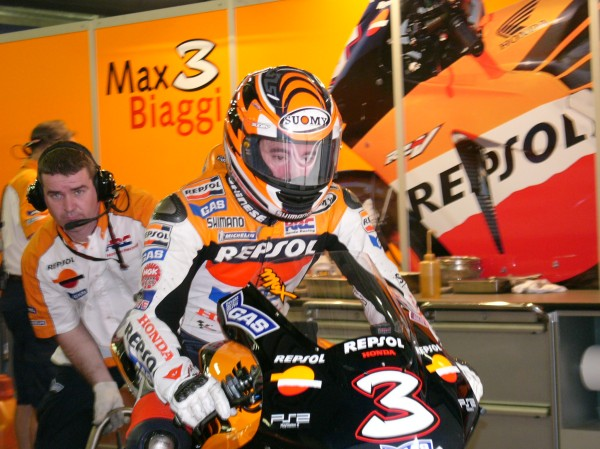
Biaggi en el box de Repsol Honda

Volvió a Honda enrolado en el equipo Camel Honda Pons en 2003 terminando 3.º en el campeonato, consiguiendo dos victorias. 
Una en el Gran Premio de Gran Bretaña, en Donington Park y otra en el Gran Premio del Pacífico, en el Circuito de Motegi.
Para 2004 se esperaba que Biaggi fuera un serio candidato al título pero un accidente en el Circuito de Estoril truncó sus opciones y repitió la 3.ª plaza final. Consiguió una victoria en el Gran Premio de Alemania.
2005 se avistaba muy prometedor para Biaggi ya que pasó a ser piloto oficial en el equipo Repsol Honda teniendo como compañero a Nicky Hayden pero fue una de las decepciones de la temporada al finalizar en 5.ª posición final, esto provocó su salida del equipo y fue sustituido por el campeón de 250cc, el español Dani Pedrosa.
Biaggi se ofreció para 2006 a la mayoría de fabricantes pero no consiguió ninguna plaza para competir esa temporada por lo que anunció que no la disputaría.

### Superbikes
Tras vivir un año sabático en 2006 Biaggi llegó a un acuerdo con el equipo oficial de Suzuki en Superbikes para correr la Temporada 2007 de Superbikes reemplazando a Troy Corser.
Biaggi debutó ganando en su primera carrera y finalizando en segunda posición en la segunda manga de la cita inicial de Catar convirtiéndose así en uno de los cinco únicos pilotos que han ganado en su carrera debut de Superbikes.
Tras un inicio prometedor y un duro campeonato donde alternó espectaculares y agresivas carreras con carreras donde cometió muchos errores lo que le dejó a final de campeonato sin posibilidad de conseguir el título por lo que terminó en tercera posición tras James Toseland y Noriyuki Haga.
Al finalizar la temporada 2007 fue despedido del equipo Suzuki debido a la marcha del patrocinador principal y Suzuki decidió dejar de tener un equipo oficial en Superbikes y centrarse en MotoGP por lo que Biaggi cambió a Ducati en el equipo Sterilgarda Go Eleven con la nueva Ducati 1098 RS teniendo como compañero al español Rubén Xaus.
Corrió en la temporada 2009 del mundial de Superbikes con una Aprilia RSV4.
En la temporada 2010 de SBK , en la carrera de Imola, después de 9 victorias y 13 podios, se proclamó Campeón del Mundo de la categoría, siempre con una moto Aprilia.
En 2011, finalizó el campeonato en tercera posición, consiguiendo dos victorias, una en el Circuito Ricardo Tormo y otra en Brno.
En la temporada 2012 volvió a alzarse con el Campeonato, venciendo en cinco ocasiones. A la conclusión de ese año, puso punto final a su época en el Mundial de Superbikes.
En 2015 reapareció en dos ocasiones como Wild Card, una de ellas en el Circuito de Misano, donde finalizó en sexta posición en ambas carreras y en Malasia, en el Circuito de Sepang, donde se subió al tercer puesto del podio en la primera manga.

## Resultados

### Campeonato del Mundo de Motociclismo

#### Por temporada

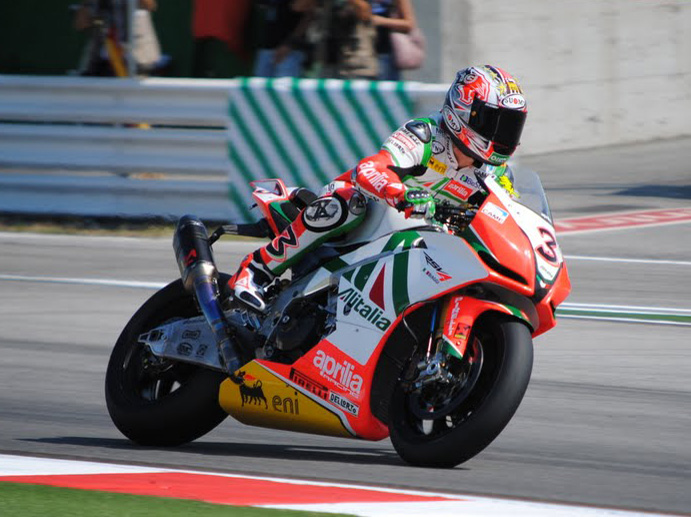
Biaggi en 2010 en el Circuito de Misano

| Temporada | Categoría | Moto           | Equipo                  | Carreras | Victorias | Podios | Poles | Vueltas Rápidas | Puntos | Posición |
| --------- | --------- | -------------- | ----------------------- | -------- | --------- | ------ | ----- | --------------- | ------ | -------- |
| 1991      | 250cc     | Aprilia RSV250 |                         | 4        | 0         | 0      | 0     | 0               | 7      | 27.º     |
| 1992      | 250cc     | Aprilia RSV250 | Telkor Valesi Racing    | 12       | 1         | 5      | 4     | 1               | 78     | 5.º      |
| 1993      | 250cc     | Honda NSR250   | Rothmans-Kanemoto       | 14       | 1         | 5      | 2     | 1               | 142    | 4.º      |
| 1994      | 250cc     | Aprilia RSV250 | Chesterfield-Aprilia    | 14       | 5         | 10     | 7     | 8               | 234    | 1.º      |
| 1995      | 250cc     | Aprilia RSV250 | Chesterfield-Aprilia    | 13       | 8         | 12     | 9     | 7               | 283    | 1.º      |
| 1996      | 250cc     | Aprilia RSV250 | Chesterfield-Aprilia    | 15       | 9         | 11     | 8     | 9               | 274    | 1.º      |
| 1997      | 250cc     | Honda NSR250   | Marlboro-Kanemoto       | 15       | 5         | 10     | 3     | 2               | 250    | 1.º      |
| 1998      | 500cc     | Honda NSR500   | Marlboro-Kanemoto       | 14       | 2         | 8      | 2     | 2               | 208    | 2.º      |
| 1999      | 500cc     | Yamaha YZR500  | Marlboro-Yamaha         | 16       | 1         | 7      | 1     | 1               | 194    | 4.º      |
| 2000      | 500cc     | Yamaha YZR500  | Marlboro-Yamaha         | 16       | 2         | 4      | 5     | 3               | 170    | 3.º      |
| 2001      | 500cc     | Yamaha YZR500  | Marlboro-Yamaha         | 16       | 3         | 9      | 7     | 2               | 219    | 2.º      |
| 2002      | MotoGP    | Yamaha YZR-M1  | Marlboro-Yamaha         | 16       | 2         | 8      | 4     | 1               | 215    | 2.º      |
| 2003      | MotoGP    | Honda RC211V   | Camel-Pramac Honda Pons | 16       | 2         | 9      | 3     | 1               | 228    | 3.º      |
| 2004      | MotoGP    | Honda RC211V   | Camel-Honda Pons        | 16       | 1         | 9      | 1     | 3               | 217    | 3.º      |
| 2005      | MotoGP    | Honda RC211V   | Repsol Honda            | 17       | 0         | 4      | 0     | 1               | 173    | 5.º      |
| Total     |           |                |                         | 214      | 42        | 111    | 56    | 42              | 2892   |          |

#### Carreras Por Año
(Carreras en negrita indica pole position, carreras en cursiva indica vuelta rápida)
| Año  | Categoría | Moto    | 1       | 2      | 3       | 4       | 5       | 6       | 7       | 8       | 9       | 10      | 11      | 12      | 13      | 14      | 15      | 16     | 17    | Pts. | Pos. |
| ---- | --------- | ------- | ------- | ------ | ------- | ------- | ------- | ------- | ------- | ------- | ------- | ------- | ------- | ------- | ------- | ------- | ------- | ------ | ----- | ---- | ---- |
| 1991 | 250cc     | Aprilia | JAP     | AUS    | EUA     | ESP     | ITA     | ALE     | AUT     | EUR Ret | NED     | FRA 13  | GBR Ret | RSM 12  | CHE     | LMA     | MAL     |        |       | 7    | 27.º |
| 1992 | 250cc     | Aprilia | JAP Ret | AUS 8  | MAL Ret | SPA 10  | ITA 3   | EUR 3   | ALE 2   | NED Ret | HUN Ret | FRA DNS | GBR Ret | BRA 2   | RSA 1   |         |         |        |       | 78   | 5.º  |
| 1993 | 250cc     | Honda   | AUS 3   | MAL 17 | JAP Ret | ESP 2   | AUT 5   | ALE 4   | NED Ret | EUR 1   | RSM 5   | GBR 6   | CZE 2   | ITA Ret | EUA Ret | FIM 3   |         |        |       | 142  | 4.º  |
| 1994 | 250cc     | Aprilia | AUS 1   | MAL 1  | JAP 4   | ESP Ret | AUT 2   | ALE 2   | NED 1   | ITA Ret | FRA 3   | GBR Ret | CZE 1   | EUA 2   | ARG 2   | EUR 1   |         |        |       | 234  | 1.º  |
| 1995 | 250cc     | Aprilia | AUS 3   | MAL 1  | JAP 9   | ESP 2   | ALE 1   | ITA 1   | NED 1   | FRA 2   | GBR 1   | CZE 1   | RIO 2   | ARG 1   | EUR 1   |         |         |        |       | 283  | 1.º  |
| 1996 | 250cc     | Aprilia | MAL 1   | IDN 2  | JAPN 1  | ESP 1   | ITA 1   | FRA 1   | NED 3   | ALE 4   | GBR 1   | AUT Ret | CZE 1   | IMO Ret | CAT 1   | RIO Ret | AUS 1   |        |       | 274  | 1.º  |
| 1997 | 250cc     | Honda   | MAL 1   | JAP 7  | ESP 3   | ITA 1   | AUT 3   | FRA 2   | NED DSQ | IMO 1   | ALE 4   | RIO 5   | GBR Ret | CZE 1   | CAT 2   | IDN 1   | AUS 2   |        |       | 250  | 1.º  |
| 1998 | 500cc     | Honda   | JAP 1   | MAL 3  | ESP 3   | ITA 2   | FRA 5   | MAD 6   | NED 2   | GBR 6   | ALE 2   | CZE 1   | IMO 3   | CAT DSQ | AUS 8   | ARG 5   |         |        |       | 208  | 2.º  |
| 1999 | 500cc     | Yamaha  | MAL Ret | JAP 9  | ESP 2   | FRA Ret | ITA 2   | CAT Ret | NED 5   | GBR 4   | ALE Ret | CZE 4   | IMO 3   | VAL 7   | AUS 2   | RSA 1   | RIO 2   | ARG 2  |       | 194  | 4.º  |
| 2000 | 500cc     | Yamaha  | RSA Ret | MAL 4  | JAP Ret | ESP Ret | FRA Ret | ITA 9   | CAT 5   | NED 4   | GBR 9   | ALE 4   | CZE 1   | POR 4   | VAL 3   | RIO 5   | PAC 3   | AUS 1  |       | 170  | 3.º  |
| 2001 | 500cc     | Yamaha  | JAP 3   | RSA 8  | SPA 11  | FRA 1   | ITA 3   | CAT 2   | NED 1   | GBR 2   | ALE 1   | CZE 10  | POR 5   | VAL 10  | PAC Ret | AUS 2   | MAL Ret | RIO 3  |       | 219  | 2.º  |
| 2002 | MotoGP    | Yamaha  | JAP Ret | RSA 9  | ESP DSQ | FRA 3   | ITA 2   | CAT 4   | NED 4   | GBR 2   | ALE 2   | CZE 1   | POR 6   | RIO 2   | PAC Ret | MAL 1   | AUS 6   | VAL 3  |       | 215  | 2.º  |
| 2003 | MotoGP    | Honda   | JAP 2   | RSA 3  | ESP 2   | FRA 5   | ITA 3   | CAT 14  | NED 2   | GBR 1   | ALE Ret | CZE 5   | POR 2   | RIO 4   | PAC 1   | MAL 3   | AUS 17  | VAL 4  |       | 228  | 3.º  |
| 2004 | MotoGP    | Honda   | RSA 2   | ESP 2  | FRA 3   | ITA 3   | CAT 8   | NED 4   | BRA 2   | ALE 1   | GBR 12  | CZE 3   | POR Ret | JAP Ret | QAT 6   | MAL 2   | AUS 7   | VAL 2  |       | 217  | 3.º  |
| 2005 | MotoGP    | Honda   | ESP 7   | POR 3  | CHN 5   | FRA 5   | ITA 2   | CAT 6   | NED 6   | EUA 4   | GBR Ret | ALE 4   | CZE 3   | JAP 2   | MAL 6   | QAT Ret | AUS Ret | TUR 12 | VAL 6 | 173  | 5.º  |

### Campeonato Mundial de Superbikes

#### Por temporada
| Temporada | Moto             | Equipo                  | Carreras | Victorias | Podios | Poles | Vueltas Rápidas | Puntos | Posición |
| --------- | ---------------- | ----------------------- | -------- | --------- | ------ | ----- | --------------- | ------ | -------- |
| 2007      | Suzuki GSX-R1000 | Alstare - Suzuki        | 25       | 3         | 17     | 0     | 5               | 397    | 3.º      |
| 2008      | Ducati 1098 RS   | Sterilgarda Go Eleven   | 28       | 0         | 7      | 0     | 1               | 238    | 7.º      |
| 2009      | Aprilia RSV4     | Aprilia Racing          | 28       | 1         | 9      | 0     | 1               | 319    | 4.º      |
| 2010      | Aprilia RSV4     | Aprilia Alitalia Racing | 26       | 10        | 14     | 2     | 2               | 451    | 1.º      |
| 2011      | Aprilia RSV4     | Aprilia Alitalia Racing | 22       | 2         | 12     | 2     | 5               | 303    | 3.º      |
| 2012      | Aprilia RSV4     | Aprilia Racing          | 27       | 5         | 11     | 1     | 5               | 358    | 1.º      |
| 2015      | Aprilia RSV4     | Aprilia Racing          | 4        | 0         | 1      | 0     | 0               | 36     | 20.º     |
| Total     |                  |                         | 160      | 21        | 71     | 5     | 19              | 2102   |          |

#### Carreras Por Año
(Carreras en negrita indica pole position, carreras en cursiva indica vuelta rápida)
| Año  | Marca   | 1      | 1      | 2       | 2       | 3      | 3     | 4      | 4       | 5       | 5       | 6     | 6     | 7      | 7     | 8       | 8      | 9      | 9      | 10      | 10      | 11    | 11      | 12     | 12      | 13    | 13    | 14      | 14     | Pts. | Pos. |
| Año  | Marca   | R1     | R2     | R1      | R2      | R1     | R2    | R1     | R2      | R1      | R2      | R1    | R2    | R1     | R2    | R1      | R2     | R1     | R2     | R1      | R2      | R1    | R2      | R1     | R2      | R1    | R2    | R1      | R2     | Pts. | Pos. |
| ---- | ------- | ------ | ------ | ------- | ------- | ------ | ----- | ------ | ------- | ------- | ------- | ----- | ----- | ------ | ----- | ------- | ------ | ------ | ------ | ------- | ------- | ----- | ------- | ------ | ------- | ----- | ----- | ------- | ------ | ---- | ---- |
| 2007 | Suzuki  | QAT 1  | QAT 2  | AUS 3   | AUS 4   | EUR 3  | EUR 2 | ESP 8  | ESP 2   | NED 6   | NED 3   | ITA 3 | ITA 5 | GBR 6  | GBR C | RSM Ret | RSM 3  | CZE 2  | CZE 1  | BHA 3   | BHA 8   | ALE 2 | ALE 3   | VAL 1  | VAL 2   | FRA 6 | FRA 2 |         |        | 397  | 3.º  |
| 2008 | Ducati  | QAT 2  | QAT 3  | AUS Ret | AUS Ret | ESP 16 | ESP 8 | NED 10 | NED 12  | ITA 5   | ITA Ret | EUA 9 | EUA 4 | ALE 13 | ALE 7 | RSM Ret | RSM 2  | CZE 4  | CZE 3  | GBR 3   | GBR 12  | EUR 3 | EUR 6   | VAL 2  | VAL Ret | FRA 4 | FRA 6 | POR Ret | POR 13 | 238  | 7.º  |
| 2009 | Aprilia | AUS 11 | AUS 15 | QAT 3   | QAT 3   | ESP 8  | ESP 8 | NED 5  | NED Ret | ITA 11  | ITA 5   | RSA 5 | RSA 5 | EUA 6  | EUA 4 | RSM 13  | RSM 10 | GBR 2  | GBR 21 | CZE 1   | CZE 2   | ALE 5 | ALE 4   | IMO 2  | IMO 4   | FRA 3 | FRA 2 | POR 3   | POR 6  | 319  | 4.º  |
| 2010 | Aprilia | AUS 5  | AUS 8  | POR 1   | POR 1   | ESP 2  | ESP 3 | NED 6  | NED 4   | ITA 1   | ITA 1   | RSA 4 | RSA 3 | EUA 1  | EUA 1 | RSM 1   | RSM 1  | CZE 2  | CZE 1  | GBR 5   | GBR 6   | ALE 4 | ALE 5   | IMO 11 | IMO 5   | FRA 4 | FRA 1 |         |        | 451  | 1.º  |
| 2011 | Aprilia | AUS 2  | AUS 2  | EUR 7   | EUR DSQ | NED 2  | NED 2 | ITA 2  | ITA 8   | EUA Ret | EUA 3   | RSM 2 | RSM 2 | ESP 2  | ESP 1 | CZE 2   | CZE 1  | GBR 11 | GBR 4  | ALE DNS | ALE DNS | IMO   | IMO     | FRA    | FRA     | POR 4 | POR 7 |         |        | 303  | 3.º  |
| 2012 | Aprilia | AUS 1  | AUS 2  | IMO 4   | IMO 4   | NED 4  | NED 8 | ITA C  | ITA 5   | EUR 5   | EUR 2   | EUA 3 | EUA 3 | RSM 1  | RSM 1 | ESP 1   | ESP 4  | CZE 6  | CZE 4  | GBR Ret | GBR 11  | RUS 3 | RUS Ret | ALE 1  | ALE 13  | POR 4 | POR 3 | FRA Ret | FRA 5  | 358  | 1.º  |
| 2015 | Aprilia | AUS    | AUS    | THA     | THA     | ARA    | ARA   | NED    | NED     | ITA     | ITA     | GBR   | GBR   | POR    | POR   | SMR 6   | SMR 6  | EUA    | EUA    | MAL 3   | MAL Ret | ESP   | ESP     | FRA    | FRA     | QAT   | QAT   |         |        | 36   | 20.º |